# رادوسلاو ژیدیک
رادوسلاو ژیدیک (انگلیسی: Radoslav Židek؛ زادهٔ ۱۵ اکتبر ۱۹۸۱) اسنوبردسوار اهل اسلواکی است.